# Урак-мирза
Урак – мангытский мирза, один из сыновей бия Ногайской орды Алчагира, сын сестры крымского хана Менгли Гирея. Отец Гази, основателя Малой Ногайской орды. Один из основных героев ногайского и башкирского фольклора.

## Исторические сведения
Участвовал в междоусобной борьбе своего отца с Шейх-Мухаммедом. Около 1516 года Алчагир был разбит и искал вместе с Ураком прибежища в Крыму у Мухаммед Гирея. По мнению В.В. Трепавлова в 1520-е годы активно участвовал в борьбе против казахов на восточной окраине кочевий Ногайской орды вместе с Саид Ахметом. В этих сражениях убил одного из казахских вождей. Судя по эпическим сказаниям под руководством Мамая участвовал в походе на Крым в 1523 г. В 1530-е кочевал в Поволжье, как он написал в письме к Василию III, так ему определили его дяди Саид Ахмет и Шейх-Мамай. Находясь на западном фланге Орды, он обеспечивал защиту от нападений со стороны Крымского ханства. Проводил политику, независимую от Ногайской орды, поддерживал дипломатические отношения с Русским государством. Итоги съезда мангытской знати, проведённого Саид Ахметом в 1537 г., во многом известны из его письма в Москву. Как и многие поволжские мирзы был заинтересован в торговле с Русью, куда он поставлял коней. Настаивал на мирных отношениях с Русским государством и противодействовал Саид Ахмету, когда тот планировал походы на Русь. Весной 1535 года участвовал в походе поволжских мирз против «черкас» (кабардинцев). В 30-е годы участвовал в войнах с Казахским ханством при этом убил казахского хана Ходжи Ахмеда. Время и обстоятельства его смерти не известны, последние сведения о нём в документах Посольского приказа относятся к 1538 г.
В середине 1550-х годов его сын Гази переселился на Северный Кавказ, создав Малую Ногайскую Орду.

## Образ Урака в фольклоре
Один из героев ногайского эпического цикла дастанов «Сорок богатырей», распространённого среди тюркских народов Поволжья, Западной Сибири, Казахстана и Северного Кавказа.  Согласно преданию, воспитывался дядей Мамаем, которому мальчик очень понравился и он уговорил отца отдать его на воспитание и вырастил богатырём. Предания называют его ханом, правящим после Мамая, но ни ханом, ни бием в действительности он не был.
В дастане «Урак и Мамай» Ураку приписывается убийство крымского хана. В этом нашло отражение убийство Мухаммед Гирея в Астрахани в 1523 г., однако хан назван Пельван-султаном. Далее Мамай, якобы скончался, завещав Ураку строительство городов на Волге.
В одном из дастанов его характеризуют «Выйдя из Урупа, с черкесами танцевавший, Перевалив Урал, с башкирами кочевавший, не ты ли это Орак-богатырь?». Контакты на Северном Кавказе у него были, так как там были ногайские кочевья. Однако легенды напрасно приписывают ему основание Малой Ногайской орды, это сделал в 1550-е годы сын Урака – Гази.
Согласно дастану, убит по приказу Исмаила, сына бия Мусы.